# Ferenc Kazinczy

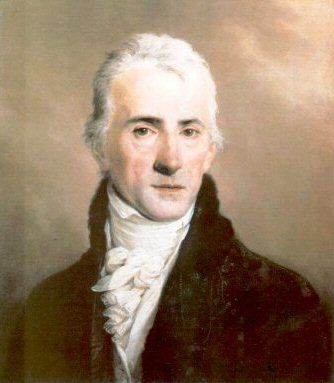
Ferenc Kazinczy, pintado por Joseph Kreutzinger

Ferenc Kazinczy (27 de octubre de 1759 - 23 de agosto de 1831) fue un escritor húngaro, y el máximo promotor de la reforma lingüística y literaria que se produjo en ese país a finales del siglo XVIII. Su fama se debe fundamentalmente a la importancia y a la perfección de sus traducciones de clásicos —Goethe, Molière, Metastasio, Shakespeare, Sterne, Cicerón— al húngaro.
Por sus trabajos en pro de la pureza del idioma patrio, mereció el sobrenombre de Escultor del lenguaje.

## Biografía
Kazinczy nació en Érsemjén (hoy Şimian, Rumanía), en el condado de Bihar. Estudió derecho en Košice y Prešov, y en Pest, donde también aprendió el francés y el alemán, así como sus literaturas; allí conoció a Gideon Raday, quien le permitió acceder a su amplia biblioteca. En 1784, Kazinczy se convirtió en subnotario del condado de Abaúj, y en 1786 fue nombrado inspector de escuelas en Kassa. Allí comenzó a desarrollar su idea de restaurar el idioma húngaro y su literatura mediante la traducción de obras clásicas extranjeras, y mediante la recuperación de vocablos húngaros antiguos. En 1788, con la asistencia de Dávid Baróti Szabó y János Batsányi, creó la primera revista de literatura húngara, Magyar Muzeum; Orpheus, que la sustituyó en 1790, fue ya una creación individual de Kazinczy. Pese a que a la llegada al poder de Leopold II del Sacro Imperio Romano Germánico, Kazinczy, como no católico, fue obligado a renunciar a su puesto, su actividad lingüística y literaria no se redujo. Fue por ejemplo asesor de Raday cuando este estableció la primera sociedad dramática de Hungría, y enriqueció su repertorio con un buen número de traducciones de autores extranjeros. Su Hamlet, por ejemplo, que vio la luz por primera vez en Kassa en 1790, es una traducción de la versión alemana de Schröder.
Tras implicarse en una conspiración, Kazinczy fue arrestado en diciembre de 1794, y condenado a muerte; pero su sentencia fue conmutada por otra de prisión. Fue liberado en 1801, y poco después se casó con Sophia Török, hija de su antiguo patrón, y se retiró con ella a una pequeña propiedad en Széphalom, cerca de Sátor-Újhely, en el condado de Zemplén. En 1828 formó parte activa de las conferencias que desembocaron en la creación de una Academia Húngara, concretamente en la sección de historia.
Kazinczy murió de cólera el 23 de agosto de 1831. En 1873, se inauguró un mausoleo neoclásico en su honor en Széphalom, basado en los planes del arquitecto Miklós Ybl. Hoy en día el monumento pertenece al Museo Ottó Herman, y en el parque que lo rodea se planea construir el Museo de la Lengua Húngara.

## Obra
Aunque poseía cierta belleza de estilo, Kazinczy no puede ser considerado verdaderamente como un escritor ni un pensador original. Su fama se debe fundamentalmente a la importancia y a la perfección de sus traducciones, que incluyen obras de Lessing, Goethe, Wieland, Klopstock, Ossian, La Rochefoucauld, Marmontel, Molière, Metastasio, Shakespeare, Sterne, Cicerón, Salustio o Anacreonte, entre otros. También editó las obras de escritores húngaros, como Sándor Baróczy (Pest, 1812, 8 vols.), Nikola Zrinski (1817, 2 vols.), Dayka (1813, 3 vols.) o John Kis (1815, 3 vols.). Una edición completa de sus obras, que consisten básicamente en traducciones, se publicó en Pest entre 1814 y 1816, en 9 volúmenes. Sus escasas producciones originales, sobre todo cartas, fueron a su vez publicadas por József Bajza y Ferenc Toldy entre 1836 y 1845, en 5 vols. Sus poemas vieron la luz en 1858 y en 1863.
Más allá de su labor como escritor, la importancia de Kazinczy en la historia de la lengua y la literatura húngaras radica en su enorme influencia entre los creadores y pensadores de la época. Mantenía correspondencia con casi todos ellos, y su opinión era tenida en cuenta en casi cualquier aspecto que se relacionase con la lengua y la literatura húngaras. Fue el principal introductor de las ideas ilustradas en Hungría, y el principal impulsor de una reforma lingüística con la que no todos los húngaros estaban de acuerdo, pero que él llevó a cabo gracias a sus contactos y a su influencia. Incluso se llegó a formar la que se conocía como la "Triada de Kazinczy", constituida por Mihály Vitkovics, István Horvát y Pál Szemere, poetas que aceptaban a Kazinczy como su líder. Esta influencia sólo comenzó a debilitarse en la década de 1820, con la aparición de un nuevo grupo de poetas, el denominado "Círculo Aurora", que introdujo en Hungría las nuevas tendencias románticas, y que renegó de la posición de Kazinczy como maestro.